# Brebieres British Cemetery
Brebieres British Cemetery is een Britse militaire begraafplaats met gesneuvelden uit de Eerste Wereldoorlog. Ze ligt in de Franse gemeente Brebières (Pas-de-Calais) aan een landelijke weg op ruim 900 meter ten noorden van het centrum (gemeentehuis). Ze werd ontworpen door John Truelove en heeft een rechthoekig grondplan met een oppervlakte van 355 m². Ze wordt omsloten door een lage natuurstenen muur. De toegang bestaat uit een metalen hek tussen witte stenen zuiltjes. Het Cross of Sacrifice staat direct na de toegang. De begraafplaats wordt onderhouden door de Commonwealth War Graves Commission en telt 91 slachtoffers waaronder 4 niet geïdentificeerde. 

## Geschiedenis
Brebières werd in oktober 1918 door Britse troepen bezet en van 28 oktober tot 1 november was het 23rd Casualty Clearing Station (CCS) gestationeerd in het dorp. De begraafplaats werd in oktober en november 1918 aangelegd en later uitgebreid door toevoeging met graven uit de volgende begraafplaatsen: Avelin Communal Cemetery, Beuvry-Nord Communal Cemetery, Bourghelles Communal Cemetery, Coutiches Churchyard, Hellemmes-Lille Communal Cemetery, Lauwin-Planque German Cemetery, Marchiennes New Communal Cemetery, Nomain Churchyard, Raches Communal Cemetery, Templeuve Communal Cemetery.
Onder de geïdentificeerde slachtoffers zijn er 72 Britten, 13 Canadezen en 2 Duitsers.

## Graven
Zeven militairen sneuvelden op 11 november 1918, de laatste dag van de oorlog.
- de korporaals J.F. Clarke en John Edwin Bovey, kanonnier T.W. Morgan, geleiders W. Cole en George Barrass, pionier G.H. Wenlock en soldaat Harry Lawrence Rose.

### Onderscheiden militairen
- de korporaals Walter Cox (Royal Engineers) en A.M. Hogg (Canadian Infantry) en de soldaten Percy Evans (Royal Fusiliers) en F.J. Griggs (Middlesex Regiment) werden onderscheiden met de Military Medal (MM).